# Flasktjärnen, Dalarna
Flasktjärnen är en sjö i Ljusdals kommun i Dalarna och ingår i Dalälvens huvudavrinningsområde.